# Stanley Clinton Davis
Stanley Clinton Davis (Hackney Downs, Gran Londres, 6 de desembre de 1928) és un advocat i polític laborista anglès que fou membre de la Comissió Delors.

## Biografia
Va néixer el 1928 a la població de Hackney Downs, situada al municipi de Hackney, que forma part del Gran Londres. Va estudiar dret a la Universitat de Londres.
L'any 1990 fou nomenat per part de la reina Elisabet II del Regne Unit baró Clinton-Davis.

## Activitat política
Membre del Partit Laborista, fou escollit membre del Parlament Britànic en les eleccions generals de 1970, escó que va mantenir fins al 1983. En els governs laboristes de 1974-1979 encapçalats per Harold Wilson i James Callaghan fou nomenat Secretari d'Estat de Comerç.
L'any 1985 en la formació de la Comissió Delors I fou nomenat Comissari Europeu responsable de les carteres de Medi Ambient, Assumptes dels Consumidors i Transport. En finalitzar el mandat d'aquesta Comissió l'any 1989 abandonà la política europea.
Després del seu nomenament nobiliari fou escollit membre de la Cambra dels Lords.